# Hospital de la Cruz (Cuéllar)

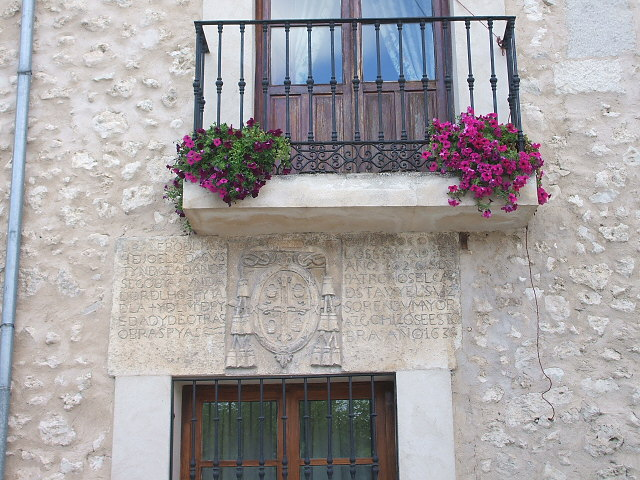
Fachada y piedra fundacional del Hospital de la Cruz, en la plaza de San Gil.

El Hospital de la Cruz fue una institución fundada en la villa de Cuéllar (Segovia) en el año 1636 por Agustín Daza, capellán de honor y secretario de Felipe IV de España, que tuvo como fin el de tratar las enfermedades que excluía el Hospital de Santa María Magdalena, fundado en el siglo XV en la misma villa por el arcediano Gómez González.
Las bases fundacionales fueron aprobadas por Mendo de Benavides, obispo de Segovia, el 19 de junio de 1636, y en ellas se regulaba todo lo concerniente al hospital: su acceso a pobres, la ración de comida que había de darse a los enfermos, el tiempo que podían permanecer, se facilitaba la confesión a los mismos, las obligaciones de los médicos y personal sanitario y otras cuestiones, como el dictaminar el enterramiento de los enfermos que fallecieran en el hospital en la iglesia de San Gil, ubicada frente al hospital.
Además del capital dejado para su mantenimiento, dispuso que parte de las rentas de su mayorazgo, de su granero y del Monte de Piedad de San Francisco sirviesen para tal fin.